# Jacques Siwe
Jacques Siwe, né le 29 juillet 2001 à Saint-Maurice en France, est un footballeur français qui évolue au poste d'avant-centre à l'EA Guingamp.

## Biographie

### Formation et Débuts
Né à Saint-Maurice en France, Jacques Siwe est formé par l'US Créteil Lusitanos avant de rejoindre en 2018 le Dijon FCO, où il poursuit sa formation. Il joue son premier match en professionnel le 11 avril 2021, lors d'une rencontre de Ligue 1 face à l'AS Monaco. Il entre en jeu à la place de Mama Baldé et son équipe s'incline par trois buts à zéro.
Le 25 juin 2021, Jacques Siwe s'engage librement avec le FC Annecy, club évoluant alors en National.

### EA Guingamp
Arrivé à l'été 2022 à l'EA Guingamp où il est dans un premier temps intégré à l'équipe réserve du club, Jacques Siwe signe un contrat professionnel le 23 décembre 2022, soit jusqu'en juin 2024.
Siwe découvre avec Guingamp la Ligue 2, faisant sa première apparition le 10 janvier 2023 contre l'Amiens SC. Il entre en jeu à la place de Jérémy Livolant et les deux équipes se neutralisent (1-1 score final). Il marque son premier but pour Guingamp le 11 mars 2023, lors d'une rencontre de championnat face à son ancien club, le Dijon FCO. Buteur après son entrée en jeu, il participe à la victoire de son équipe par deux buts à zéro.
Auteur d'une première partie de saison 2024-2025 remarquée, avec 8 buts en 15 matchs, ce qui fait de lui le meilleur buteur de Guingamp et le deuxième meilleur buteur de la ligue à mi-saison (ex-aequo avec Cheikh Sabaly et Timothé Nkada), Siwe prolonge son contrat avec Guingamp le 22 décembre 2024, étant désormais lié au club jusqu'en juin 2027,.